# تونی اگرت
تونی اگرت (انگلیسی: Toni Eggert؛ زادهٔ ۱۲ مهٔ ۱۹۸۸) ورزشکار لژسواری اهل آلمان است.
وی در مسابقات کشوری و بین‌المللی در مجموع برندهٔ ۱۳ مدال طلا، ۷ مدال نقره، ۵ مدال برنز شده‌است.